# کلودیا جسی
کلودیا جسی (انگلیسی: Claudia Jessie؛ زادهٔ ۱۹۸۹/۱۹۹۰ (۳۴–۳۵ سال)) بازیگر اهل بریتانیا است. وی از سال ۲۰۱۲ میلادی تاکنون مشغول فعالیت بوده‌است.
از فیلم‌ها یا برنامه‌های تلویزیونی که وی در آن نقش داشته‌است می‌توان به بریجرتون و بهترین آن‌ها اشاره کرد.